# Шехла Масуд
Шехла Масуд (1973–2011) - індійська екологиня, активістка захисту дикої природи та права на інформацію. Її застрелили близько 11:19 16 серпня 2011 року перед її будинком у Бхопалі, коли вона сиділа в своїй машині, трьома людьми, яких найняла місцева жінка-дизайнер інтер’єру. Crime Patrol Dial на основі її справи 100 створив 735 серію.

## Громадська активістка
Масуд була активістеою, яка працювала насамперед над збереженням дикої природи, а також підтримував інші права людини, такі як належне врядування, Закон про RTI, реформи поліції, навколишнє середовище, права та проблеми жінок та прозорість врядування. Вона працювала на посту на підтримку кампанії Анни Хазаре «Індія проти корупції». Масуд брала активну участь у порушенні питань, пов'язаних із загибеллю тигрів у різних заповідниках штату Мадх'я-Прадеш. Сама Шехла працювала в фонді Shyama Prasad Mukherjee Trust, організовуючи для них заходи від Шрінагара до Калькутти і Делі. Вона запитала подробиці про Narmada Samagraha, НУО, яку підтримує депутат Раджа Сабха від BJP. Коли її вбили вона збиралася їхати до човнового клубу в Бхопалі, щоб приєднатися до антиурядового протесту з метою внесення законопроєкту Яна Локпала. Разом зі своїми друзями лише за кілька днів до своєї смерті Масуд співзасновує RTI Anonymous, службу для інформаторів для подачі анонімних заяв на право на інформацію (RTI) до індійських урядових відомств, щоб не стати жертвами. За її невпинні зусилля Шехла Масуд посмертно була нагороджена нагородою в категорії «Хрестовий похід проти корупції».

## Професійне життя
Масуд була секретаркою НУО «Udai» і була генеральною директореою компанії під назвою «Чудеса», яка займалася «Послугами, пов’язаними з подіями та медіа», відповідно до її загальнодоступного профілю. Громадська організація Udai була створена в 2004 році, нещодавно вона зайнялася охороною тигрів і лісів.

## Вбивство
Масуд постійно жила під загрозою. Про це вона казала в інтерв'ю перед тим, як її застрелили.
16 серпня 2011 року близько 11:19 невідомий застрелив її в упор. Масуд збиралася виїжджати на своїй машині, коли в неї вистрілили в водійське сидіння.
За даними поліції, мотиви вбивства залишаються невідомими. Однак, як повідомляють ЗМІ, можливою причиною могла бути її діяльність RTI та протести проти незаконного видобутку алмазів, здійсненого Rio Tinto Group за погодження з урядовими чиновниками та боротьби за порятунок тигрів, леопардів та лісів, які були вбиті за шкуру за порозумінням з працівниками лісництва.
Указуючи на серйозність цього гучного вбивства, за яке в перші дні нікого не було заарештовано, уряд штату Мадх’я-Прадеш передав справу до Центрального бюро розслідувань. ЦБР викликав групу судово-медичних експертів на чолі з професором Т. Д. Догра та Раджіндером Сінгхом, директором CFSL Delhi. 28 лютого 2012 року Центральне бюро розслідувань стверджує, що розкрило справу та заарештувало дизайнера інтер’єрів із Бхопала, місіс Західу Парвез та трьох спільників, яких найняли для вбивства Масуда. 2 березня 2012 року заарештували співробітника і друга дизайнера інтер’єру, який імовірно мав інформацію про план вбивства. Дизайнер інтер’єру дав контракт злочинцю з Бхопала Сакібу «Danger», відомому своїми зв’язками з місцевою партією BJP у Мадх’я-Прадеші, який потім уклав контракт із Табішем (його двоюрідним братом), який жив у Канпурі. Транспортний засіб, який використовувався для втечі, знайдено. Один із заарештованих обвинувачених на ім'я Ірфан сказав, що він не стріляв у Масуд, а це зробив його колега Шану. Однак подальше розслідування після затримання двоюрідного брата будівельника Бхопала Сакіба «Danger» Табіша, показало, що Шану не стріляв в Масуд, а стріляв Ірфан. Західа та Ірфан записали свої заяви перед фахівцем ЦБР. Тим часом знаряддя вбивства знайдено та направлено на судово-медичну експертизу. Мотив вбивства, як вказує CBI, полягає в тому, що Західа був одержимий і дуже близький з Bhopal BJP [MLA Dhruv Narayan Singh], та був дуже стурбований близькістю Shehla Masood і BJP MLA. Західа вирішив знищити Масуд. Деякі дані із вмісту щоденника, вилученого ЦБР з офісу Західи, ніби вказуть на цей мотив. Проте на підтвердження цього припущення не знайдено нічого додаткового. Проводилися тести на поліграфі щодо кількох обвинувачених і MLA, однак результати поки невідомі. Пізніше ЦБР дає чисту інформацію BJP MLA Дхруву Нараяну Сінгху через відсутність доказів проти нього.

## Судовий процес
28 січня 2017 року суд CBI в Бхопалі засудив чотирьох осіб за вбивство та злочинну змову щодо вбивства Масуд. Іншого обвинуваченого помилували, оскільки він пішов на співробітництво.

## Нагороди
Масуд була посмертно нагороджена орденом СР Джиндала «Хрестовий похід проти корупції».

## Зовнішні посилання
- У Бхопалі застрелили Анну Сторон і активістку RTI Шехлу Масуд
- Що насправді сталося з Шехлою Масуд?